# 圣彼得 (巴登-符腾堡州)
圣彼得（德語：St. Peter，全拼作，發音：[zaŋkt ˈpeːtɐ]）是德国巴登-符腾堡州弗赖堡行政区布赖斯高-上黑林山县的市镇，面积35.93平方千米，2023年12月31日人口为2,729人。